# Louise de Montmorency
Louise de Montmorency (1496-1547), est la première dame d'honneur de la reine de France Éléonore de Habsbourg de 1530 à 1535. Elle est connue sous le nom de maréchale de Châtillon. 

## Biographie
Elle est la fille de Guillaume de Montmorency et d'Anne Pot et la jeune sœur d'Anne de Montmorency, connétable de France.
Louise se marie en 1505 avec Ferry II de Mailly, baron de Conti, chambellan du roi, capitaine de cent hommes d'armes de ses ordonnances et sénéchal d'Anjou. De cette union sont nés trois enfants :
- Jean (1508-27 août 1528), qui meurt au siège de Naples,
- Louise (1509-1544), abbesse de l'abbaye de la Trinité de Caen et de l'abbaye du Lys,  
- Madeleine (1512-1567), à seize ans, le 27 août 1528, elle épouse le comte Charles de Roye (âgé de dix-neuf ans) qui possède entre autres les seigneuries de Roye et de Muret. Ils sont les parents d'Éléonore de Roye, princesse de Condé. 
Ferry suit le roi Louis XII en Italie où il meurt en décembre 1511 près de Milan, alors que Louise est enceinte de leur dernier enfant. 
Louise se remarie en 1514 avec Gaspard Ier de Coligny. Le couple donne naissance à trois fils, qui jouent tous un rôle important dans les Guerres de Religion : Odet (1517-1571) cardinal de Châtillon, Gaspard II (1519-1572), amiral, et François (1521-1569), seigneur d'Andelot.
En 1530, elle est nommée première dame d'honneur de la nouvelle reine. Elle se retire en 1535 et est remplacée par Jeanne d'Angoulême, dame de Givry.
Elle tient un rôle important dans la propagation de l'influence calviniste en France au XVIe siècle.

## Sources
- Aline Roche, « "Une perle de pris" : la maison de la reine Eléonore d’Autriche, Paris », sur Cour de France.fr, 1er octobre 2010 (consulté le 30 novembre 2018)